# Mantı

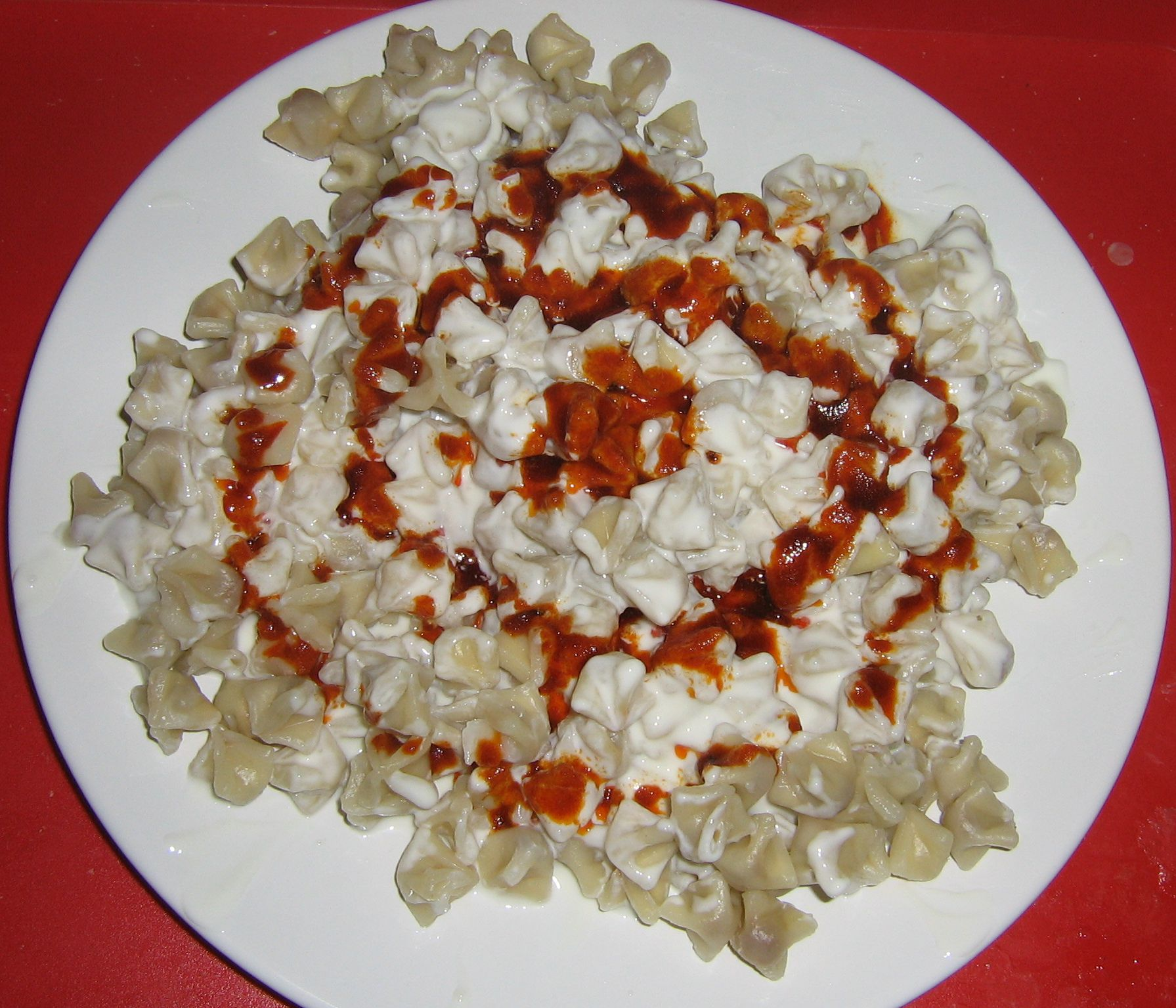
Mantı turcești serviți cu iaurt și sos din unt și boia de ardei

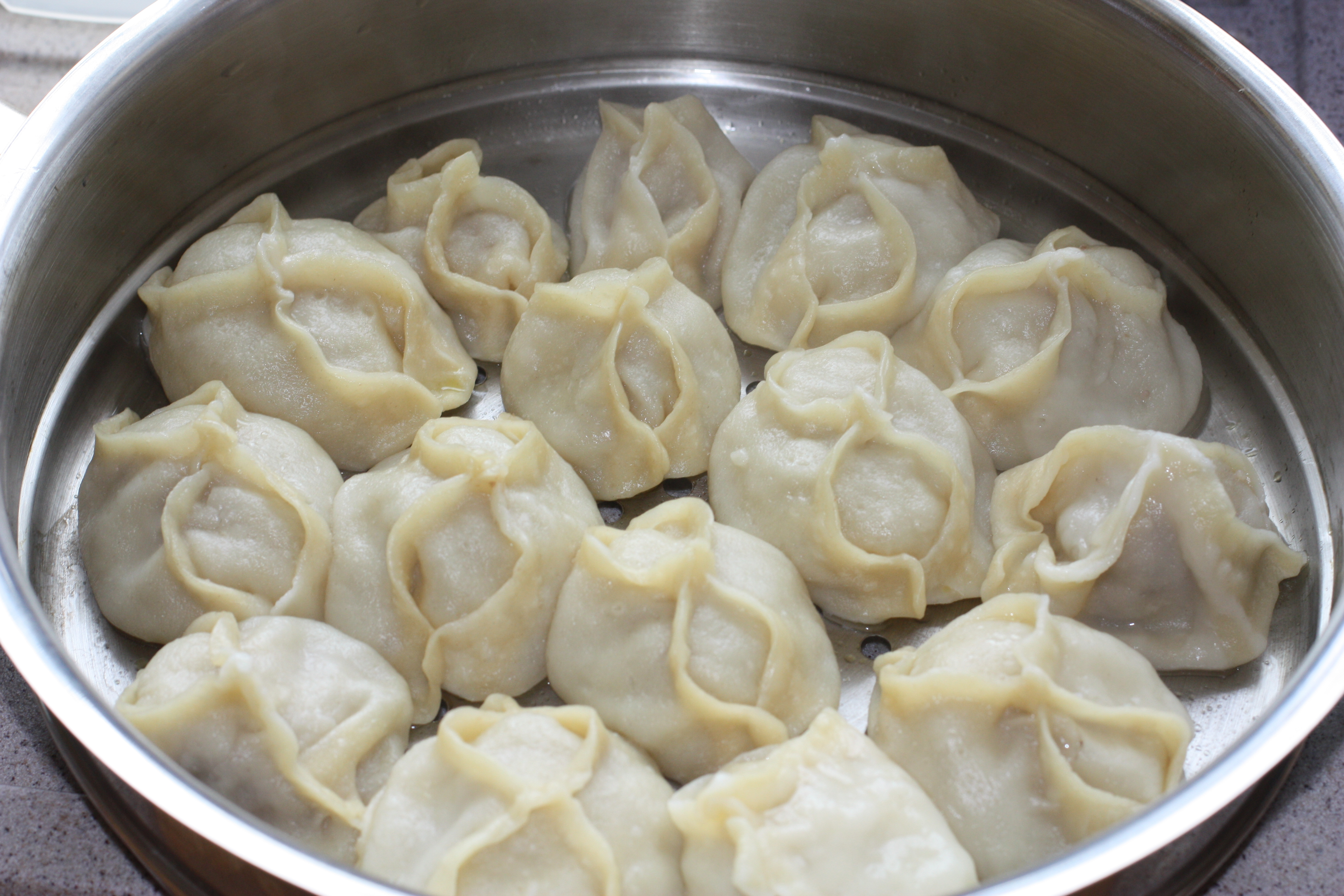
Mänti din Asia centrală în Mantowarka

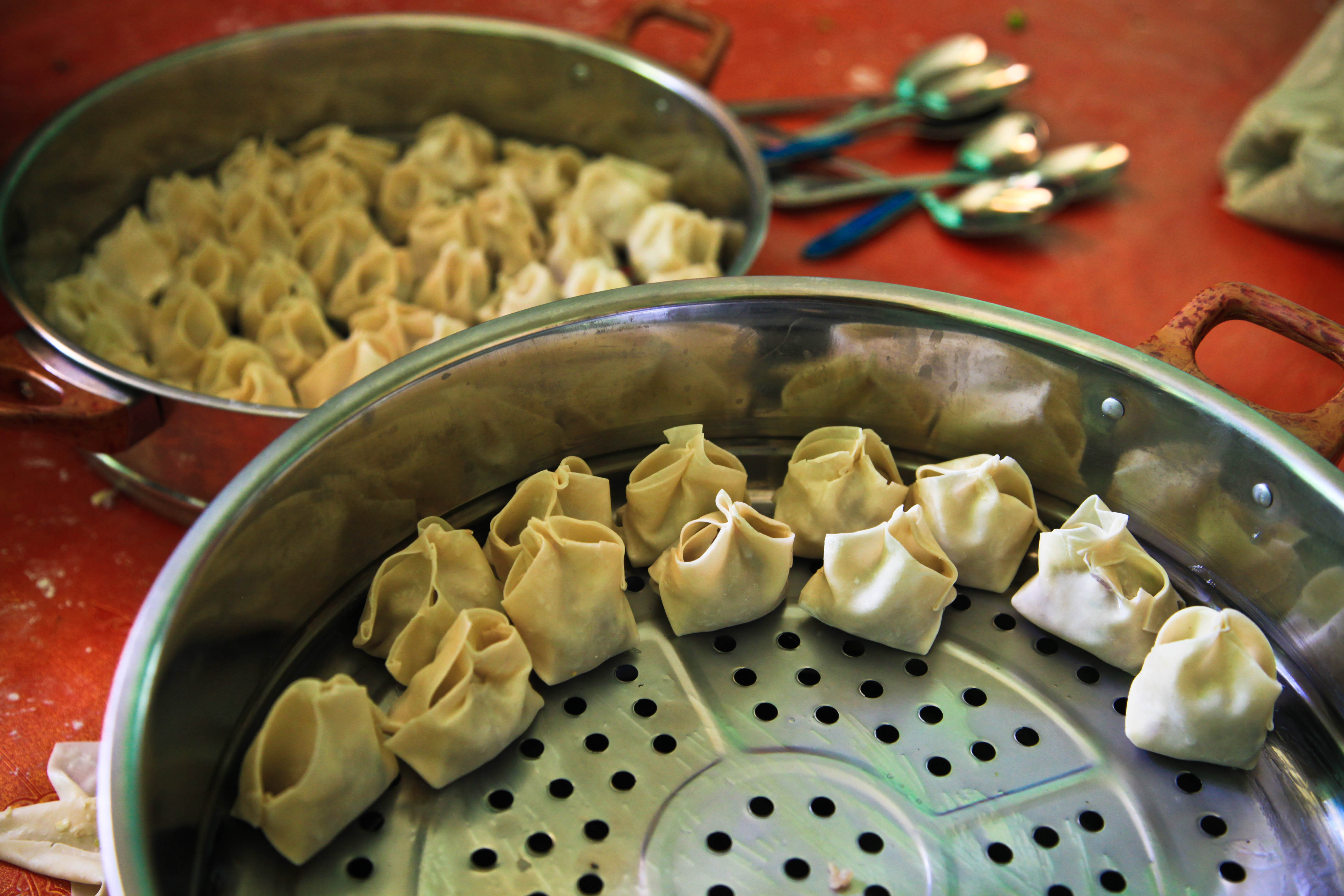
Mantu afgane într-o oală de fiert cu aburi

Mantı (sau tortellini turcești) sunt mici foietaje umplute cu carne tocată sau linte.

## Răspândire
În bucătăria turcească, mantı, trec drept ca o specialitate a provinciei Kayseri. Ele sunt, de asemenea, răspândite în Rusia, Ucraina, Asia Centrală (printre altele Uzbekistan) și în alte părți din Asia. De exemplu, în Kazahstan, trece drept un fel de mâncare națională.

## Mantıturcești
Bucăți de aluat (yufka), de 40 la 60 de centimetri, sunt tăiate în pătrate de 3 până la 5 cm. Pe fiecare din aceste bucăți de aluat, este așezată o umplutură din carne de miel tocată, ceapa, usturoi, semințe de pin și mentă, apoi, părțile laterale ale aluatului sunt ridicate și presate împreună în mijloc. De asemenea, este cunoscută o tehnică în care pătratul este pliat într-un triunghi iar cele două părți laterale deschise sunt apoi presate împreună. Astfel preparate, ele sunt fierte în apă sărată.
Mantı sunt servite cu un sos făcut din iaurt, usturoi si mentă, precum și cu un al doilea sos cald făcut din ulei sau unt cu boia dulce. În locul celui de-al doilea sos sunt serviți, adesea ardei copți prăjiți în ulei.

## Klepe din Bosnia
Klepe sunt servite cu tzatziki, cubulețe de roșii, pătrunjel și un sos fierbinte, făcut din unt și boia dulce sub formă de pulbere. Acest tip de preparare este numit în Turcia, beyaz mantı, deci mantı albe.

## Mänti kazahe
Mänti (kazahă: Мәнті) sunt preparate cu carne tocată de miel și de vită, pentru că cea mai mare parte a kazahilor sunt musulmani. Mänti se gătesc într-o oală de gătit cu aburi, specială. Sunt servite cu smântână, iaurt, sos de roșii și oțet.

## Manty rusești
Manty rusești (rusă: Манты) sunt semnificativ mai mari decât cele turcești, și sunt fierte într-o oala sub presiune, Mantowarka sau Mantyschniza.

## Mantu afgane
De asemenea, în Afganistan sunt preparate Mantu (persană: منتو). Umplutura este un amestec de carne tocată cu ceapa. Deasupra este servit un sos de roșii cu linte, chimion si cardamom.

## Mantı chinezești
În China, sunteți ușor modelate într-o formă, numite baozi.